# Межрайонцы
Межрайо́нцы — члены «Межрайонной организации объединённых социал-демократов», возникшей в Петербурге в ноябре 1913 года. Первоначально именовалась «Междурайонной комиссией РСДРП», с конца 1914 года — «Междурайонным комитетом». В объединение входили сторонники Л. Д. Троцкого, часть меньшевиков-партийцев, «вперёдовцев» и большевиков-примиренцев. «Межрайонцы» ставили своей задачей создание «единой РСДРП» путём примирения и объединения различных политических течений и фракционных группировок. В годы Первой мировой войны занимали центристские позиции: с одной стороны, они были противниками «социал-шовинизма», но с другой стороны, продолжали выступать за «организационное единство» социал-демократов, отказываясь от полного разрыва с меньшевиками. Летом 1917 года присоединились к большевикам.

## До революции
Решение Пражской конференции большевиков 1912 года о выходе из единой РСДРП было одобрено далеко не всеми большевиками: вернувшись в Россию в апреле 1917 года, В. И. Ленин с удивлением обнаружил, что многие организации на местах так и остались объединёнными. В Петербурге, однако, раскол произошёл.
Решения Пражской конференции принимались на фоне борьбы с «ликвидаторством» — течением, образовавшимся во фракции меньшевиков, представители которого предлагали ликвидировать подпольные структуры партии и перенести борьбу в легальные органы — Думу, профсоюзы и т. д. Идеи эти разделялись далеко не всеми меньшевиками, поэтому даже среди большевиков многие считали неправомерным вместе с «мутной водой ликвидаторства» выплёскивать «ребёнка» — так называемых «меньшевиков-партийцев». Не одобрял этот раскол и Л. Д. Троцкий; в 1913 году он призвал социал-демократов, вопреки решениям «верхов», объединять партию снизу, — этому призыву и последовали, с одной стороны, петербургские меньшевики-партийцы, с другой — большевики, несогласные с решениями Пражской конференции (в официальной историографии их именовали «примиренцами»).
Начавшаяся вскоре мировая война создала новый водораздел: в то время как некоторые большевики ушли в стан «социал-шовинистов», среди меньшевиков образовалось левое, интернационалистское крыло во главе с Ю. О. Мартовым. Интернационалистские (пацифистские) позиции с самого начала войны занимали и «межрайонцы» — по всем принципиальным вопросам они солидаризировались с редакцией парижской газеты «Наше слово» («Голос») Ю. О. Мартова и Л. Д. Троцкого (среди сотрудников были Х. Г. Раковский, А. В. Луначарский, Г. Я. Сокольников, В. А. Антонов-Овсеенко, Д. Б. Рязанов, Г. В. Чичерин, А. И. Балабанова, А. М. Коллонтай, Д. З. Мануильский, К. К. Юренёв, Н. Б. Эйсмонт и др.).

## В 1917 году
Немногие остававшиеся на свободе «межрайонцы» (по данным К. К. Юренева, их было всего несколько сотен) активно участвовали в Февральской революции. Уже 27 февраля совместно с большевиками и анархистами они захватили типографию «Русской воли» и издали листовку с призывом организовать Советы. Образовав свою фракцию в Петроградском совете, «межрайонцы» при голосованиях иногда оказывались радикальнее доапрельских большевиков.
После объявленной в марте 1917 года амнистии ряды «Межрайонного комитета» пополнили группировавшиеся вокруг газеты «Наше слово» нефракционные социал-демократы во главе с Троцким, а также Иоффе, Урицкий и Володарский, и в то время как большевики остро нуждались в талантливых публицистах и ораторах, у «межрайонцев» ни в тех, ни в других недостатка не было. Организацию, которая в это время в Петрограде насчитывала 4 тысячи членов, И. Дойчер называет «блестящим созвездием генералов без армии».

### Конференция 10 мая
Вопрос об объединении с интернационалистскими течениями в РСДРП рассматривался сначала на Петроградской общегородской, а затем на VII (Апрельской) Всероссийской конференции РСДРП(б), и, как писал позже Ленин, Всероссийская конференция постановила «признать сближение и объединение с группами и течениями, на деле стоящими на почве интернационализма, необходимым…». 10 мая Ленин вместе с Зиновьевым и Каменевым пришёл на конференцию «межрайонцев», где в качестве гостя присутствовал и только что вернувшийся из эмиграции Мартов. Вот как рассказывал об этом сам Ленин в заметке «К вопросу об объединении интернационалистов», опубликованной в «Правде» 18 (31) мая 1917 г.:

Во исполнение решения Всероссийской конференции ЦК нашей партии, признавая чрезвычайно желательным объединение с межрайонцами, выступил со следующими предложениями (эти предложения были сделаны межрайонцам сначала только от имени тов. Ленина и некоторых членов ЦК, но затем и большинство членов ЦК одобрило эти предложения):
«Объединение желательно немедленно.
Центральному Комитету РСДРП будет предложено немедленно включить в состав обеих газет (нынешней „Правды“, которая будет превращена во всероссийскую популярную газету, и ЦО, который будет создан в ближайшем будущем) по одному представителю межрайонцев.
Центральному Комитету будет предложено создать специальную организационную комиссию по созыву (через 1/2 месяца) партийного съезда. В состав этой комиссии межрайонная конференция получит право послать двух своих делегатов. Если меньшевики, сторонники Мартова, порвут с „оборонцами“, включение их делегатов в названную комиссию — желательно и необходимо.
Свобода дискуссии по спорным вопросам обеспечивается изданием дискуссионных листовок в „Прибое“ и свободой дискуссии в возрождающемся журнале „Просвещение“ („Коммунист“)».
(Набросок, прочтённый Н. Лениным от имени своего лично и нескольких членов ЦК 10 мая 1917 г.).
Ленин при этом записал в блокнот и кое-что из выступления Троцкого: «большевики разбольшевичились», «я называться большевиком не могу», «признания большевизма требовать от нас нельзя». Ленин этого и не требовал: он обещал «свободу дискуссий по спорным вопросам»; что же касается названий, то он ещё в Апрельских тезисах предложил изменить наименование партии (слово «большевики» ему и самому не нравилось, как и некоторые «старые большевики», коих он предлагал сдать в архив). Однако многих межрайонцев отпугивали «сектантские повадки» большевиков, многие, в том числе бывшие большевики, жаловались на недостаток демократии в партии Ленина.
«Межрайонцы» приняли тогда уклончивую резолюцию: одни (в том числе Луначарский) вообще не хотели объединяться с большевиками, другие предпочитали сначала объединиться с мартовцами — которые, в свою очередь, не горели желанием слиться с большевиками… «Политические резолюции межрайонцев, — писал Ленин, — в основном взяли правильную линию разрыва с оборонцами. При таких условиях какое бы то ни было дробление сил, с нашей точки зрения, ничем оправдать нельзя».

### Объединение
Принятая «межрайонцами» уклончивая резолюция не помешала им рука об руку сражаться с большевиками на I Съезде Советов, равно как и в Петроградском совете и в ЦИКе; но «дробление сил» было непонятно не только Ленину. Левый меньшевик Н. Н. Суханов, в качестве гостя посетивший конференцию «межрайонцев» 2 (15) июля, рассказывал: «…Большинство были неизвестные мне рабочие и солдаты. Было несомненно, что тут, несмотря на миниатюрность конференции, представлены подлинные рабоче-солдатские массы. Мы пришли во время „докладов с мест“. Они слушались с интересом и были действительно интересны. Работа велась лихорадочно, и её успехи осязались всеми. Мешало одно: „Чем вы отличаетесь от большевиков и почему вы не с ними?“ Это твердили все докладчики, кончая призывом влиться в большевистское море…».
Сам Троцкий уже давно работал в пользу большевиков, говоря на митингах: «мы, большевики и интернационалисты», — при этом три «и» сливались и получалось «мы, большевики-интернационалисты». На вопрос, что мешает им слиться с большевиками, руководители организации не имели ответа, поскольку истинную причину отталкивания — «плохие организационные манеры большевиков», их «узость» и «сектантство» (как говорил старый большевик К. К. Юренев, один из основателей «Междурайонного комитета») — трудно было объяснить рабочим и солдатам. Троцкий, сознававший необходимость объединения, как пишет Дойчер, «убеждал, что, выйдя из сумеречного подполья на волне широкого народного движения, большевики в основном освободились от старых привычек, а то, что от них осталось, лучше преодолевать в общей, открытой партии»…
Решение об объединении «межрайонцы» всё-таки приняли — в самый тяжёлый для большевиков момент: когда после Июльских дней партия Ленина оказалась загнана в подполье, а сам вождь был вынужден скрываться. На VI съезде РСДРП(б), оформившем объединение, никаких заявлений о «согласии с линией большевистской партии» никто от них не требовал. Открывая съезд, Я. М. Свердлов говорил: «По вопросу о докладчиках Организационное бюро сделало всё, что могло, но съезду придется отказаться от тех докладчиков, к голосу которых мы привыкли прислушиваться. В самое последнее время т. Троцкий, докладчик по текущему моменту, был изъят (арестован. — Авт.), как и другие». Находившиеся в «Крестах» межрайонцы Троцкий и Луначарский вместе с Лениным, Каменевым, Зиновьевым и Коллонтай были избраны почётными председателями съезда.
Два «межрайонца», Л. Д. Троцкий и М. С. Урицкий, были избраны на съезде членами ЦК РСДРП(б), ещё один, А. А. Иоффе, — кандидатом в члены ЦК.